# Francesco Boccia
Francesco Boccia (ur. 18 marca 1968 w Bisceglie) – włoski polityk, politolog i nauczyciel akademicki, parlamentarzysta, w latach 2019–2021 minister.

## Życiorys
W 1992 ukończył nauki polityczne na Uniwersytecie im. Aldo Moro w Bari. W 1994 uzyskał dyplom MBA na Uniwersytecie Bocconiego. W latach 1994–1998 pracował jako badacz w London School of Economics. Później związany z uczelniami włoskimi, obejmował stanowiska profesorskie i kierował uniwersyteckimi centrami badawczymi. Pracował na Università Carlo Cattaneo, następnie został nauczycielem akademickim na Università degli Studi del Molise.
W latach 1998–2001 był doradcą ekonomicznym ministra Enrica Letty. Później był dyrektorem jednego z rządowych departamentów, gdy na czele gabinetu stał Romano Prodi. Należał do partii Margherita, z którą w 2007 współtworzył Partię Demokratyczną. W 2008 uzyskał po raz pierwszy mandat posła do Izby Deputowanych. W 2013 i 2018 z powodzeniem ubiegał się o reelekcję.
W 2019 wsparł Nicolę Zingarettiego w partyjnych wyborach, dołączył następnie do sekretariatu krajowego PD. We wrześniu tegoż roku objął stanowisko ministra do spraw regionalnych i autonomii w nowo powołanym drugim rządzie Giuseppe Contego. Funkcję tę pełnił do lutego 2021. W 2022 został wybrany w skład Senatu XIX kadencji.
Jego żoną została Nunzia De Girolamo, polityk ugrupowań centroprawicowych.